# Ameerh H. Naran
Ameerh H. Naran (nascido em 19 de janeiro de 1986) é um empresário e investidor em série zimbabuense. Ele é o CEO da Vimana Private Jets e Diretor Gerente da Ameeri Investments Unip. Ltd.

## Vida e Carreira
Naran nasceu em Harare , Zimbabué . Em 2008, ele formou-se na Universidade de Sussex, Brighton, Reino Unido, onde estudou Design de Produto.
Ainda na faculdade, Naran começou a negociar mercadorias como cobre, combustível, cimento, ouro, diamantes e equipamentos de ginástica com a CESA srl., uma empresa comercial em Modena, Itália, e também com a Torrani Partnership, na Tailândia, que o nomeou como seu representante para a Europa e África. A Genesis Fitness, um fabricante de equipamentos de fitness na África do Sul, nomeou-o como seu agente para o Zimbabué.
Naran atuou como diretor-gerente da Conte Shoes (Pvt) Ltd desde junho de 2006 até setembro de 2006. Ele foi Diretor da Ameeri Investments Pvt. Ltd desde julho de 2008 até à data de hoje. Ele foi o Diretor Executivo para a África e Ásia na Blue Star Jets LLC desde novembro de 2009 até abril de 2016. Ele é, atualmente, o Diretor Executivo da Vimana Private Jets, desde abril de 2016 até à data de hoje.
Em junho de 2020, Naran desenvolveu e revelou um Hipercarro de 1048 cavalos, cuja velocidade máxima é 370 km/h.